# Calilena restricta
Calilena restricta är en spindelart som beskrevs av Chamberlin och Ivie 1941. Calilena restricta ingår i släktet Calilena och familjen trattspindlar. Utöver nominatformen finns också underarten C. r. dixiana.